# Vom Donaustrande
Vom Donaustrande ist eine Schnellpolka von Johann Strauss Sohn (op. 356). Das Werk wurde am 6. April 1873 im Konzertsaal des Wiener Musikvereins erstmals aufgeführt. 

## Einzelnachweis
1. ↑  Quelle: Englische Version des Booklets (Seite 84) in der 52 CDs umfassenden Gesamtausgabe der Orchesterwerke von Johann Strauß (Sohn), Hrsg. Naxos (Label). Das Werk ist als siebter Titel auf der 31. CD zu hören.